# Ağbulaq (ort i Azerbajdzjan, Chodzjaly)
Ağbulaq (armeniska: Sarrnaghbyur, Սառնաղբյուր, ryska: Агбулак) är en ort i Azerbajdzjan.   Den ligger i distriktet Xocalı Rayonu, i den centrala delen av landet, 260 kilometer väster om huvudstaden Baku. Ağbulaq ligger 786 meter över havet och antalet invånare är 113.
Terrängen runt Ağbulaq är lite bergig. Runt Ağbulaq är det ganska tätbefolkat, med 96 invånare per kvadratkilometer.. Närmaste större samhälle är Müşkapat, 13,7 kilometer sydost om Ağbulaq. 
Trakten runt Ağbulaq består till största delen av jordbruksmark.